# Ann Graybiel
Ann Martin Graybiel , née le 25 janvier 1942, est une neurobiologiste américaine. Elle est professeure et directrice de recherches au Massachusetts Institute of Technology (MIT) notamment au McGovern Institute for Brain Research.

## Carrière
Graybiel a étudié la biologie et la chimie à l’Université Harvard, où elle a obtenu sa licence de biologie en 1964. Elle passe sa maîtrise de biologie à l'Université Tufts en 1966, puis prépare sa thèse de psychologie et de neurologie au MIT sous la direction d’Hans-Lukas Teuber et de Walle Nauta. Elle soutient sa thèse en 1971 et est engagée par la faculté de médecine du MIT en 1973.
En 1994, on lui confie la chaire Walter A. Rosenblith de neuroscience du Département de neurologie et de sciences cognitives, puis en 2001 elle est nommée chercheur à l'Institut McGovern du MIT. Elle obtient le titre de Professor de l'Institut en 2008.
Ses recherches portent sur les ganglions de la base et la neurophysiologie de la formation des habitudes. Elles ont permis d'avancer dans la compréhension de la maladie de Parkinson, de la maladie de Huntington, des troubles obsessionnels compulsifs, de l'addictologie et autres domaines qui touchent les ganglions de base.

## Distinctions
Elle a reçu la National Medal of Science en 2001 pour ses contributions dans la compréhension de l'anatomie et de la physiologie du cerveau, en particulier des circuits neuronaux liés à la pensée et au mouvement. Elle a également reçu le Prix Kavli 2012 en neurosciences avec Cornelia Bargmann et Winfried Denk pour avoir élucidé les mécanismes neuronaux à la base de la perception et des prises de décision. Elle est membre de l'Académie nationale des sciences des États-Unis depuis 1988.